# قاي لاكومب
قاي لاكومب (بالفرنسية: Guy Lacombe)‏ (12 يونيو 1955 فرنسا - ) هو لاعب كرة قدم فرنسي يلعب كمهاجم، شارك في الألعاب الأولمبية الصيفية 1984.

## روابط خارجية
- قاي لاكومب على موقع قاعدة بيانات كرة القدم.إي يو (الإنجليزية)
- قاي لاكومب على موقع Soccerbase.com (مدرب) (الإنجليزية)
- قاي لاكومب على موقع عالم كرة القدم.نت (الإنجليزية)
- قاي لاكومب على موقع أوليمبيديا (الإنجليزية)